# 穆里亚埃
穆里亚埃是巴西米纳斯吉拉斯州的一个市镇。总面积843.327平方公里，总人口95548人，人口密度113.3人/平方公里。